# 155ª Brigata fanteria di marina delle guardie "Kursk-M. E. Gudkov"
La 155ª Brigata autonoma fanteria di marina delle guardie "Kursk-Due volte Eroe della Federazione Russa maggior generale M. E. Gudkov" (in russo 155-я отдельная гвардейская Курская бригада морской пехоты имени дважды Героя Российской Федерации генерал-майора М. Е. Гудкова?, 155-ja otdel'naja gvardejskaja Kurskaja brigada morskoj pechoty imeni dvaždy Geroja Rossijskoj Federacij general-majora M. E. Gudkova, unità militare 30926) è un'unità della Fanteria di marina russa, subordinata alla Flotta del Pacifico del Distretto militare orientale e con base a Vladivostok e Slavjanka.

## Storia

### Unione Sovietica
Le origini della brigata risalgono al 357º Reggimento della 342ª Divisione fucilieri, unità dell'Armata Rossa formatasi il 22 novembre 1944 in Estremo oriente. Nel luglio 1945 la divisione venne trasferita nei pressi di Lesozavodsk, dove avrebbe dovito costituire la riserva del 1º Fronte dell'Estremo Oriente in previsione delle operazioni militari contro l'Impero giapponese. Nella notte del 2 settembre 1945 la divisione venne imbarcata su navi da trasporto e impiegata per l'occupazione delle isole di Urup e Iturup, nell'arcipelago delle Curili. Era inoltre previsto che prendesse parte all'invasione sovietica di Hokkaidō, pianificata ma mai attuata. Dopo la fine della seconda guerra mondiale i reparti della divisione vennero schierati in diversi punti dell'isola di Sachalin.
Il 4 marzo 1955 l'unità venne ribattezzata 56ª Divisione fucilieri, mentre il 17 maggio 1957 fu riorganizzata come 56ª Divisione fucilieri motorizzata, e il 357º Reggimento fucilieri divenne il 390º Reggimento fucilieri motorizzato. Nel 1963 presso tutte le flotte della Marina Militare Sovietica vennero istituiti dei reggimenti di fanteria di marina, e perciò il 390º Reggimento venne distaccato dalla divisione e riorganizzato a questo scopo, venendo schierato presso l'attuale sede di Slavjanka. Nel corso del 1967, a Vladivostok, l'unità fu espansa fino a diventare la 55ª Divisione fanteria di marina, incorporando anche due compagnie provenienti dal 336º Reggimento della Flotta del Baltico e dal 61º Reggimento della Flotta del Nord.
Nel corso della guerra fredda il personale della divisione ha prestato servizio, per assistenza militare o esercitazioni congiunte, in Yemen del Sud, Etiopia, Somalia e Vietnam.

### Federazione Russa
La divisione è stata ereditata dalla Russia in seguito allo scioglimento dell'Unione Sovietica. Due reggimenti della divisione sono stati impiegati nel corso della prima guerra cecena: il 165º fra gennaio e aprile 1995 e il 106º fra aprile e giugno 1995. Durante i sei mesi di combattimenti 63 militari dell'unità hanno perso la vita.
Il 1º giugno 2009 la divisione è stata sciolta, e sulla base del suo 165º Reggimento è stata creata l'attuale 155ª Brigata fanteria di marina. Durante l'intervento russo nella guerra civile siriana la brigata non è stata impiegata direttamente in battaglia, ma come parte dello squadrone del Mediterraneo della marina militare russa ha fornito supporto e copertura al gruppo aeronautico dell'aviazione militare russa.

#### Guerra russo-ucraina
La brigata è stata impegnata in combattimento sin dai primi giorni dell'invasione russa dell'Ucraina del 2022. Durante la fallita offensiva su Kiev la brigata ha subito gravi perdite nella regione di Černihiv, fino a 600 morti e altrettanti feriti entro il 13 marzo secondo il giornalista ucraino Roman Cymbaljuk, venendo ritirata in Bielorussia già il 19 marzo al fine di ripristinare la capacità operativa. Le vittime confermate sono state pari ad almeno 50 morti e 110 feriti, oltre a 220 arrestati per essersi rifiutati di combattere. Il 27 marzo l'intelligence ucraina ha pubblicato un elenco di presunti criminali di guerra della brigata, sostenendo che alcuni militari dell'unità fossero stati direttamente coinvolti nei massacri di Buča, Irpin' e Hostomel'. Lo stesso giorno è stato ucciso in combattimento il comandante del battaglione corazzato della brigata, tenente colonnello Sergej Moskvičev. Il 28 marzo il Presidente Vladimir Putin ha promosso la brigata a unità delle guardie. All'inizio di aprile nell'area della città di Ivankiv sono stati scoperti altri crimini di guerra commessi da soldati dell'unità. La condotta criminale della brigata durante l'occupazione di Buča è stata documentata nel rapporto ufficiale dell'Alto commissariato delle Nazioni Unite per i diritti umani.
Alla fine di aprile 2022 la brigata è stata trasferita nell'Ucraina meridionale, dove insieme a un BTG della 40ª Brigata fanteria di marina ha supportato il 70º Reggimento della 42ª Divisione fucilieri motorizzata nella cattura di alcuni villaggi in direzione di Velyka Novosilka. Nel corso di questi combattimenti hanno perso la vita due vice comandanti di battaglione, maggiori Jurij Borisov e Maksim Čigirenko, rispettivamente il 27 aprile e il 27 agosto. A luglio nel Territorio del Litorale è stato costituito il Battaglione fanteria di marina "Tigr", composto da volontari di età superiore ai 50 anni, per rinforzare la brigata. All'inizio di novembre la 155ª e la 40ª Brigata fanteria di marina sono state mandate all'assalto del villaggio di Pavlivka a sud della roccaforte ucraina di Vuhledar, subendo elevatissime perdite nel giro di pochi giorni, pari ad oltre 300 fra morti e feriti. Ricostituite per la seconda volta, le due brigate sono state di nuovo impegnate in un'importante offensiva meccanizzata contro le posizioni della 72ª Brigata meccanizzata e della 68ª Brigata cacciatori ucraina a Vuhledar nell'inverno del 2023, venendo supportate dalla 136ª Brigata fucilieri motorizzata, tre reggimenti della DNR e uno di specnaz. Fra gennaio e febbraio i reparti meccanizzati russi hanno subito perdite catastrofiche a causa dei campi minati e dell'artiglieria nemica a sud della cittadina, lasciando sul terreno decine di carri armati e veicoli corazzati distrutti senza ottenere nessun successo permanente. Tra gli ufficiali uccisi in azione sono stati identificati due comandanti di battaglione, maggiori Anton Balaganskij e Vitalij Kul'čiev, due vice e cinque comandanti di compagnia, mentre il totale delle vittime della brigata nel corso di questa operazione è stimato pari ad almeno 470 morti e 940 feriti. Durante la primavera le due unità sono quindi state nuovamente ricostuite dopo essere state ridotte allo stato di incapacità operativa, venendo temporaneamente rinforzate dalla 72ª Brigata fucilieri motorizzata prima che questa venisse trasferita sul fronte di Bachmut a maggio. In questo periodo le sono state assegnate anche unità "Storm-Z", formate da prigionieri provenienti dalle colonie penali russe. Secondo un report dell'Institute for the Study of War del 24 marzo 2023 la brigata sarebbe stata distrutta e ricostituita ben otto volte dall'inizio della guerra in Ucraina, in gran parte a causa delle perdite subite durante lo sforzo prolungato contro Vuhledar.
Il 17 maggio 2023 la brigata è stata insignita dell'Ordine di Žukov. Ad ottobre l'unità è stata pesantemente danneggiata dalla 72ª Brigata ucraina, subendo numerose perdite fra cui un alto ufficiale, il colonnello Andrej Božok. Al fine di mantenere la capacità operativa ha assorbito personale mobilitato proveniente dal 430º Reggimento fucilieri motorizzato (unità militare 41869), reclutato in Tatarstan nel settembre 2023. Nell'ottobre successivo al comandante della brigata, colonnello Michail Gudkov, è stata consegnata la stella d'oro dell'Eroe della Federazione Russa.
All'inizio di febbraio 2024 la brigata è stata nuovamente impiegata offensivamente in direzione del villaggio di Novomychajlivka, snodo cruciale del fronte fra Vuhledar e Mar"ïnka, difeso dalla 116ª Brigata di difesa territoriale e dalla 79ª Brigata d'assalto aereo. I reparti d'assalto hanno subito gravi perdite e si sono pubblicamente lamentati di essere utilizzati come carne da cannone e di venire seguiti in battaglia da unità di tiratori con il compito di sparare ai compagni in ritirata. Il 27 febbraio un attacco missilistico condotto dai sistemi HIMARS ucraini ha colpito una cerimonia di premiazione della brigata provocando vittime pari a 19 morti, tra cui due vice comandanti, tenente colonnello Roman Kožuchov e maggiore Aleksandr Abilov, e 12 feriti, tra cui il comandante, colonnello Michail Gudkov. A partire da marzo la brigata ha ripreso gli assalti verso Novomychajlivka insieme alla 39ª Brigata fucilieri motorizzata, impiegando anche degli obsoleti carri T-54B, raggiungendo inizialmente le prime case del villaggio ma venendo in seguito respinta. Ad aprile è stata supportata anche da elementi della 20ª e della 150ª Divisione fucilieri motorizzata, rinnovando gli attacchi in direzione del villaggio. Il 22 aprile la brigata, dopo gli ultimi assalti condotti insieme alla 36ª Brigata fucilieri motorizzata ed altri 8 reggimenti, è finalmente riuscita a mettere piede nel centro abitato. Nel corso di sei mesi di combattimenti le forze russe hanno perso oltre 300 veicoli prima di riuscire a conquistare il villaggio.
Ricostituita nuovamente dopo la dura battaglia per Novomychajlivka, all'inizio di giugno 2024 la brigata è stata schierata sul nuovo fronte aperto nella regione di Charkiv, dove è stata impiegata in combattimento a Vovčans'k per compensare le perdite subite dalle unità russe impegnate nell'offensiva dall'inizio di maggio.
All'inizio di agosto 2024 la brigata, che si trovava nell'oblast' di Kursk per essere ricostituita con equipaggi delle navi da guerra addestrati come fanteria, è stata impiegata per contrastare l'offensiva ucraina in territorio russo. Secondo fonti occidentali un battaglione della brigata sarebbe stato colpito da un bombardamento dei sistemi HIMARS mentre si trovava in fase di riorganizzazione presso una base a nord della città di Kursk. In seguito l'unità è stata schierata a est di Sudža insieme al 1428º Reggimento della 144ª Divisione fucilieri motorizzata. Elementi della 155ª e della 200ª Brigata si sono inoltre scontrati con il 501º Battaglione della 36ª Brigata fanteria di marina ucraina sulla sponda meridionale del fiume Sejm, rischiando di rimanere isolati a sud di Gluškovo. Il 9 settembre la brigata ha contrattaccato da Elizavetovka, venendo inizialmente respinta dalla 103ª Brigata di difesa territoriale ma sfruttando nei giorni successivi il successo dell'assalto proveniente da nord del 51º Reggimento della 106ª Divisione aviotrasportata per avanzare verso est. Contemporaneamente altre forze ucraine, fra cui il 225º Battaglione d'assalto ed elementi della 21ª Brigata meccanizzata, hanno superato il confine russo nella parte ovest del Gluškovskij rajon, attaccando la brigata ai fianchi e alle spalle. Fra il 13 e il 16 settembre l'unità è riuscita ad avanzare fra Apanasovka e Ljubimovka, esponendosi però agli attacchi della 22ª Brigata meccanizzata e dell'82ª Brigata d'assalto aereo e subendo quindi gravi perdite. Il 10 ottobre i marines russi hanno catturato una squadra di operatori di droni del 501º Battaglione della 36ª Brigata fanteria di marina presso Zelenyj Šljak, fucilando i nove prigionieri. Nei giorni successivi i contrattacchi della brigata in direzione di Veseloe sono stati respinti dalle truppe ucraine, e a partire da metà ottobre elementi della 47ª Brigata meccanizzata, dell'82ª e della 95ª Brigata d'assalto aereo hanno inflitto ulteriori perdite ai reparti meccanizzati della brigata nei pressi di Novoivankova, distruggendone l'equivalente di un battaglione e supportando il 501º Battaglione fanteria di marina nella riconquista delle posizioni perse. Durante la seconda settimana di novembre la brigata ha lanciato nuovi attacchi contro il saliente ucraino nell'oblast' di Kursk insieme all'810ª Brigata fanteria di marina e a due reggimenti della 106ª Divisione aviotrasportata delle guardie; i reparti russi sono stati respinti da elementi della 95ª Brigata d'assalto aereo, 47ª Brigata meccanizzata e 17ª Brigata meccanizzata pesante, perdendo uomini e veicoli da combattimento pari a tre battaglioni. Il 21 dicembre è stato ucciso in azione il colonnello Ibragim Bagiev che prestava servizio nella brigata. All'inizio di gennaio 2025 ha effettuato un importante assalto a nord di Sudža insieme alla 34ª Brigata fucilieri motorizzata, impiegando 50 veicoli da combattimento ma venendo respinta con numerose perdite dalla 47ª Brigata meccanizzata ucraina.
Il 23 gennaio 2025 la brigata è stata insignita dell'Ordine di Suvorov da parte del presidente russo Vladimir Putin. Il 2 febbraio il comandante del Battaglione "Tigr" e vice governatore del Territorio del Litorale, colonnello Sergej Efremov, è stato ucciso dall'esplosione di una mina nella regione di Kursk insieme a un altro ufficiale, il colonnello Aleksandr Ivarovskij del Ministero per le situazioni di emergenza. A metà febbraio la brigata ha lanciato un ulteriore massiccio assalto in direzione del villaggio di Nikol'skij, difeso dalla 47ª Brigata meccanizzata, subendo pesanti perdite pari alla distruzione dell'intera compagnia impiegata nell'operazione. Il 21 febbraio, in seguito ai lunghi e sanguinosi combattimenti sostenuti a partire da agosto 2024, è stata insignita del titolo onorifico di "Kursk". Alla fine di marzo elementi della brigata sono stati trasferiti nell'oblast' di Belgorod per contrastare l'incursione ucraina nella regione. Nel giugno 2025 la brigata ha preso parte all'offensiva russa nell'oblast' di Sumy conseguente alla riconquista della regione di Kursk. Il 20 giugno è morto in combattimento il comandante del 1º Battaglione fucilieri motorizzato, composto da personale mobilitato e subordinato alla brigata, tenente colonnello Il'dar Zakirov. Alla fine del mese l'operazione è stata fermata dai contrattacchi dalle forze ucraine, che hanno ripreso il controllo del villaggio di Andriïvka respingendo la 155ª Brigata e il 30º Reggimento della 72ª Divisione fucilieri motorizzata. Il 2 luglio un attacco missilistico ucraino presso Korenevo ha ucciso numerosi ufficiali della brigata fra cui il comandante, colonnello Sergej Il'in, il suo predecessore, maggior generale Michail Gudkov, recentemente promosso a vice comandante della Marina Militare ma che continuava a gestire l'unità, il capo di stato maggiore e il vice comandante, colonnello Leonid Baškardin e tenente colonnello Nariman Šichaliev. Hanno inoltre perso la vita nel bombardamento almeno dieci fra comandanti di battaglione e capi servizio della brigata, fra cui il capo delle comunicazioni e l'assistente capo di stato maggiore, tenente colonnello Aleksandr Šipunov e maggiore Šamil' Murtzaliev. Il 6 luglio la brigata è stata ufficialmente intitolata a Michail Gudkov per decreto del Presidente della Federazione Russa. Nella seconda metà di luglio elementi della 40ª e 155ª Brigata fanteria di marina e del 30º Reggimento della 72ª Divisione fucilieri motorizzata impegnati nell'offensiva nell'oblast' di Sumy sono stati parzialmente circondati dal 225º e 425º Reggimento d'assalto ucraini presso Kindrativka, venendo costretti a ripiegare dopo aver subito gravi perdite pari a circa tre battaglioni.

## Struttura
- Comando di brigata
- 59º Battaglione fanteria di marina
- 47º Battaglione d'assalto aereo
- Battaglione fanteria di marina "Tigr"
- Battaglione corazzato
- 287º Battaglione artiglieria semovente
- 288º Battaglione artiglieria missilistica contraerei
- Battaglione ricognizione
- Battaglione logistico
- Compagnia genio
- Compagnia comunicazioni
- Compagnia manutenzione
- Compagnia guerra elettronica
- Plotone difesa NBC

## Comandanti
- Suchrab Achmedov (2009 - 20??)[96]
- Colonnello Oleg Kacan (20?? - 2015)[97][98]
- Maggior generale Michail Gudkov (2021 - marzo 2025) †[99][86]
- Colonnello Sergej Il'in (marzo 2025 - luglio 2025) †[85]